# Due vite
"Due vite" er en sang af den italienske sanger Marco Mengoni, udgivet af Sony Music den 8. februar 2023. Den blev skrevet af Mengoni sammen med Davide Petrella og Davide Simonetta. Simonetta producerede også nummeret sammen med E.D.D.
Sangen var Mengonis vinderbidrag til Sanremo Music Festival 2023, den 73. udgave af den italienske musikfestival, som fungerede som valget af det italienske nummer til Eurovision Song Contest 2023.